# Polydistoma fungiforme
Polydistoma fungiforme är en sjöpungsart som beskrevs av Kott 1990. Polydistoma fungiforme ingår i släktet Polydistoma och familjen Holozoidae. Inga underarter finns listade i Catalogue of Life.